# Dianthidium sonorum
Dianthidium sonorum är en biart som först beskrevs av Michener 1942.  Dianthidium sonorum ingår i släktet Dianthidium och familjen buksamlarbin. Inga underarter finns listade i Catalogue of Life.